# Freddie Freeloader
Freddie Freeloader è una composizione di Miles Davis, contenuta nel famoso disco Kind of Blue registrato dal trombettista nel 1959.  
Il brano ha la forma del classico blues in 12 battute. 
La versione incisa è in si bemolle, ed è suonata da Davis (tromba), John Coltrane (sax tenore), Julian "Cannonball" Adderley (sax contralto), Wynton Kelly (piano), Paul Chambers (contrabbasso) e Jimmy Cobb (batteria). 
È l'unico brano del disco Kind Of Blue in cui il piano è suonato da Wynton Kelly, in tutti gli altri brani il pianista è invece Bill Evans.
Il tema è esposto dai fiati arrangiati in sezione di Davis, Coltrane e Cannonball Adderley, con il piano che fa da contrappunto.
Gli assoli sono nell'ordine di: Wynton Kelly (4 chorus), Miles Davis (6 chorus), John Coltrane (5 chorus), Cannonball Adderley (5 chorus), Paul Chambers (2 chorus).
Il titolo Freddie Freeloader ("Freddie lo scroccone"), sembra si riferisca a Fred Tolbert, un barista di Filadelfia, amico di Miles Davis.